# Theix-Noyalo
Theix-Noyalo è un comune francese del dipartimento del Morbihan nella regione della  Bretagna.
È stato creato il 1º gennaio 2016 dalla fusione dei preesistenti comuni di Theix e Noyalo.
Il capoluogo è la località di Theix.